# Лоу Дийп Ти
Ти Джей Кейсис, по-известен като Лоу Дийп Ти (на английски: Low Deep T), е африкански певец, автор на песни и продуцент, живеещ в столицата на Великобритания Лондон. Най-известен е с песента си „Casablanca“, която през 2013 г. 6 поредни седмици е номер 1 в Bulgarian National Top 40.
На 29 март 2013 година гостува в „Шоуто на Слави“, а след това има участия в София и Пловдив.